# Hồi góc
Hồi góc (tiếng Anh: angular gyrus) là một khu vực não bộ nằm gần trọn ở phần sau phía dưới của thùy đỉnh, chiếm vùng sau của tiểu thùy đỉnh dưới. Trên biểu đồ chức năng vỏ não Brodmann, nó tương đương với vùng 39.
Hồi góc đóng vai trò quan trọng trong việc trung chuyển thông tin trực quan như các từ ngữ đến vùng Wernicke để được giải nghĩa. Ngoài ra, hồi góc còn đảm nhận nhiều chức năng liên quan đến ngôn ngữ, xử lý số và nhận thức không gian, truy xuất bộ nhớ, chú ý và lý thuyết tâm trí.

## Hình ảnh

Vị trí của hồi góc (tô màu đỏ).
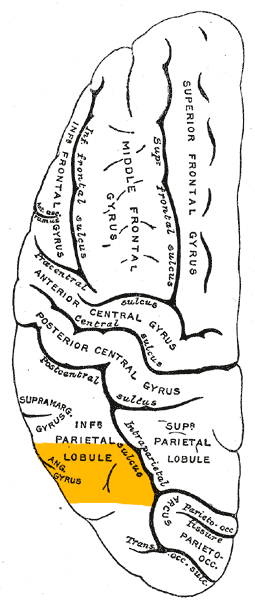
Mặt bên của bán cầu não trái, nhìn từ trên xuống. Hồi góc được tô cam.
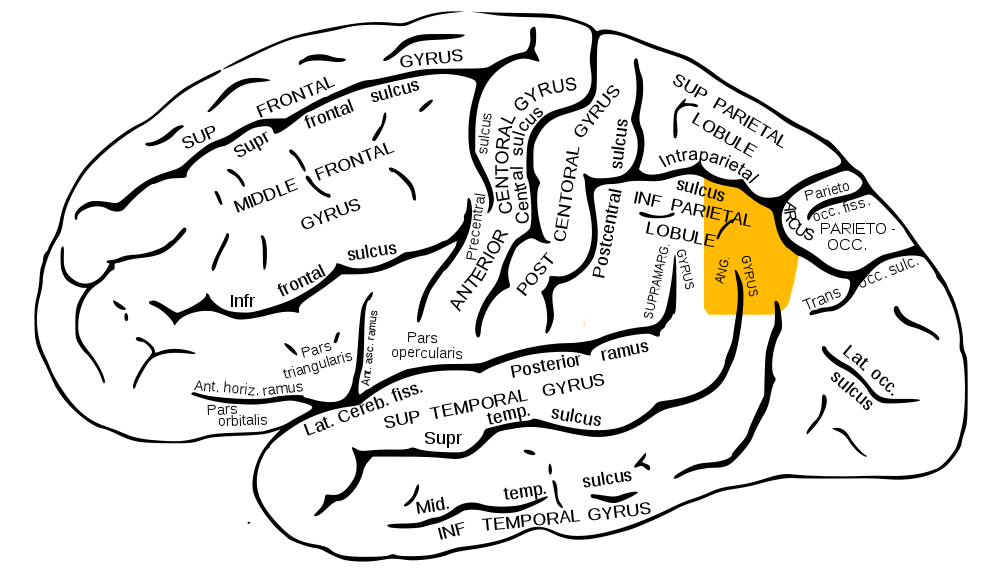
Mặt bên của bán cầu não trái, nhìn từ phía bên. Hồi góc được tô cam.
Não người nhìn từ bên, các hồi chính được liệt tên.
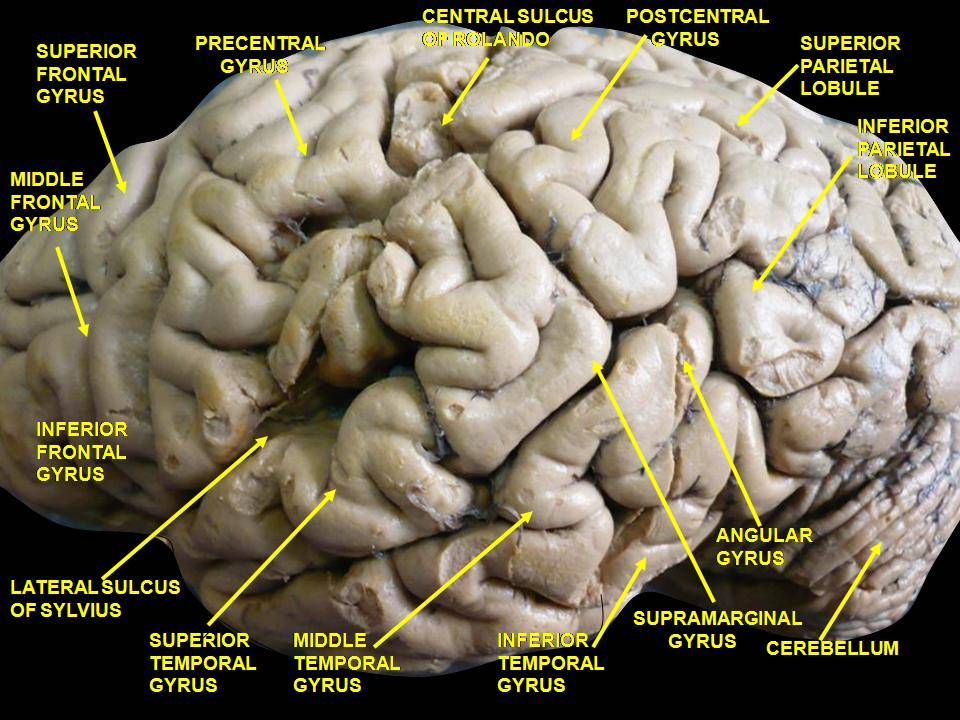
Đại não nhìn từ bên. Giải phẫu sâu.
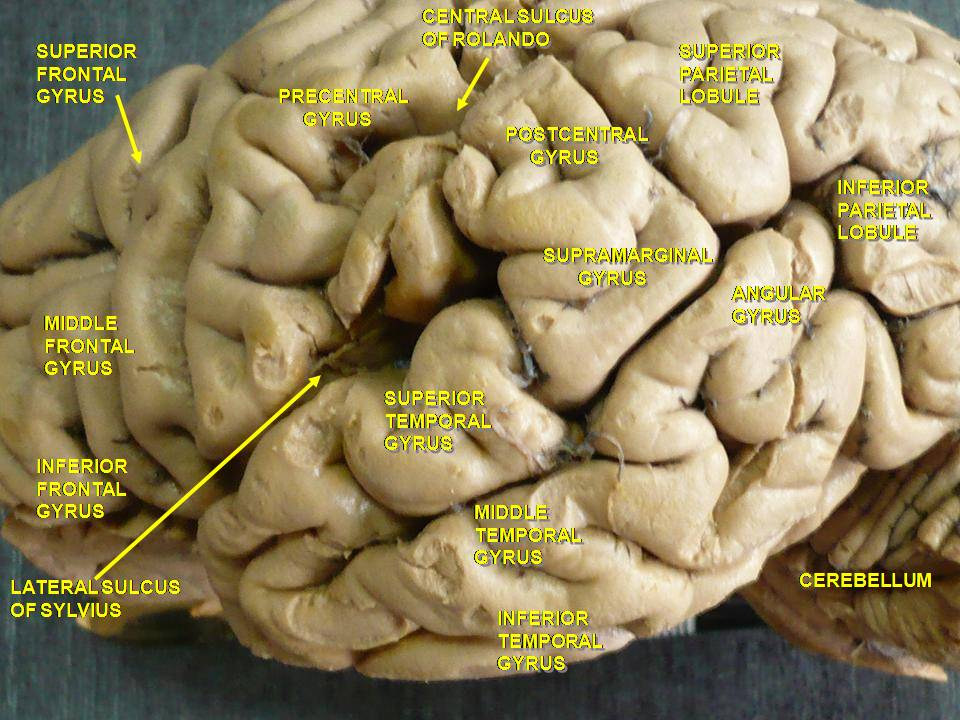
Đại não nhìn từ bên. Giải phẫu sâu.
Ảnh chụp cộng hưởng từ T1 theo mặt phẳng đứng ngang cho thấy hồi góc (tô xanh)
Ảnh chụp cộng hưởng từ T1 theo mặt phẳng đứng dọc cho thấy hồi góc (tô xanh)
Ảnh chụp cộng hưởng từ T1 theo mặt phẳng ngang cho thấy hồi góc (tô xanh)